# Краснокутское сельское поселение (Октябрьский район)
Краснокутское сельское поселение — муниципальное образование в Октябрьском районе Ростовской области. 
Административный центр поселения — хутор Красный Кут.

## Административное устройство
В состав Краснокутского сельского поселения входят:
- хутор Красный Кут,
- хутор Веселый,
- посёлок Интернациональный,
- хутор Калинин,
- хутор Марьевка,
- хутор Новогригорьевка,
- хутор Новопавловка.

## Население
| 2010  | 2012  | 2013  | 2014  | 2015  | 2016  | 2017  |
| ----- | ----- | ----- | ----- | ----- | ----- | ----- |
| 4597  | ↘4511 | ↘4469 | ↘4400 | ↘4367 | ↘4305 | ↘4225 |
| 2018  | 2019  | 2020  | 2021  |       |       |       |
| ↘4143 | ↘4076 | ↘4069 | ↘4009 |       |       |       |